# Веттерштайн
Веттерштайн, Веттерштейн (нем. Wettersteingebirge) — горный хребет в Баварии и Тироле, часть системы Северных Известняковых Альп, простирается от Гармиш-Партенкирхена до Зефельда.
Высшая точка — Цугшпитце (2968 м над уровнем моря), это также и высочайшая точка Германии. Вторая по высоте точка Германии, Хохваннер (2744 м), также расположена в данном хребте. Другие вершины, превышающие 2700 м (Шнеефернеркопф, Цугшпитцек, Веттершпитце, Хёллентальшпитце, Хохблассен), находятся на территории Австрии. Некоторые вершины расположены на границе Австрии и Германии, в том числе Цугшпитце и Хохваннер. Кроме Цугшпитце крупнейшими массивами являются Драйторшпитце и Альпшпитце.
Животный мир характерен для гористых местностей Баварии и Тироля: серна, сурок, змеи, орлы и куница.

## Фотографии

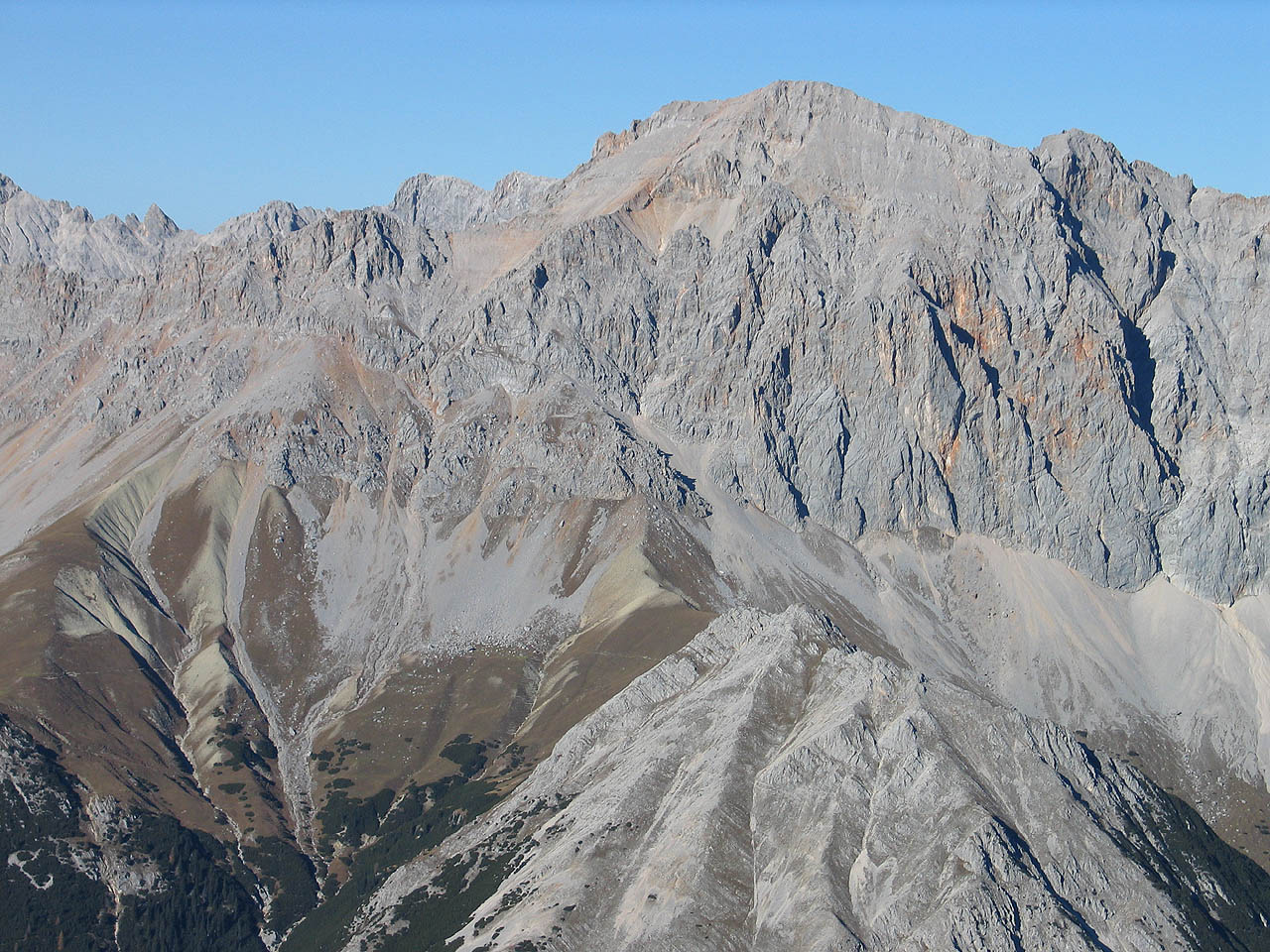
Хохваннер
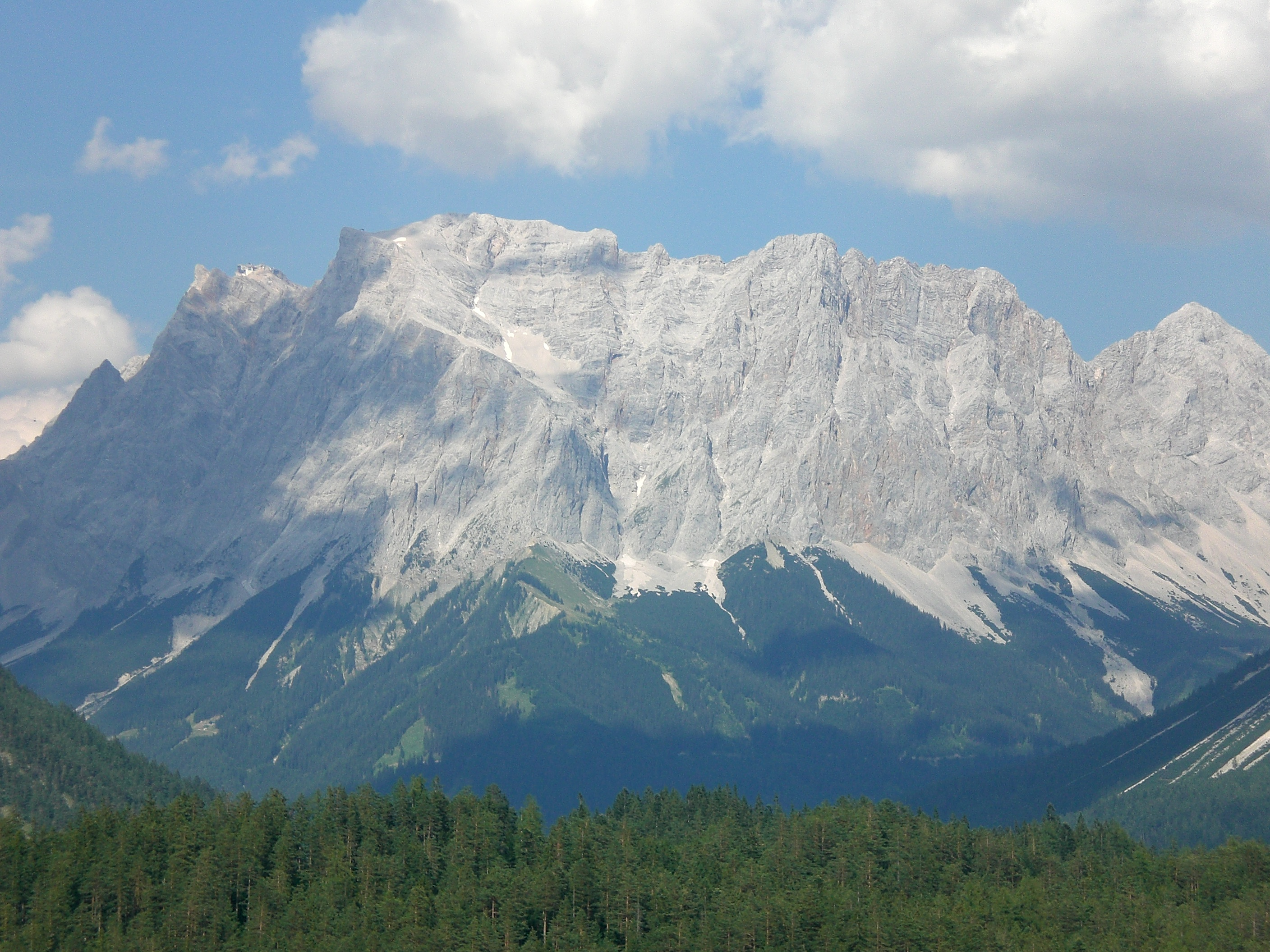
Шнеефернеркопф
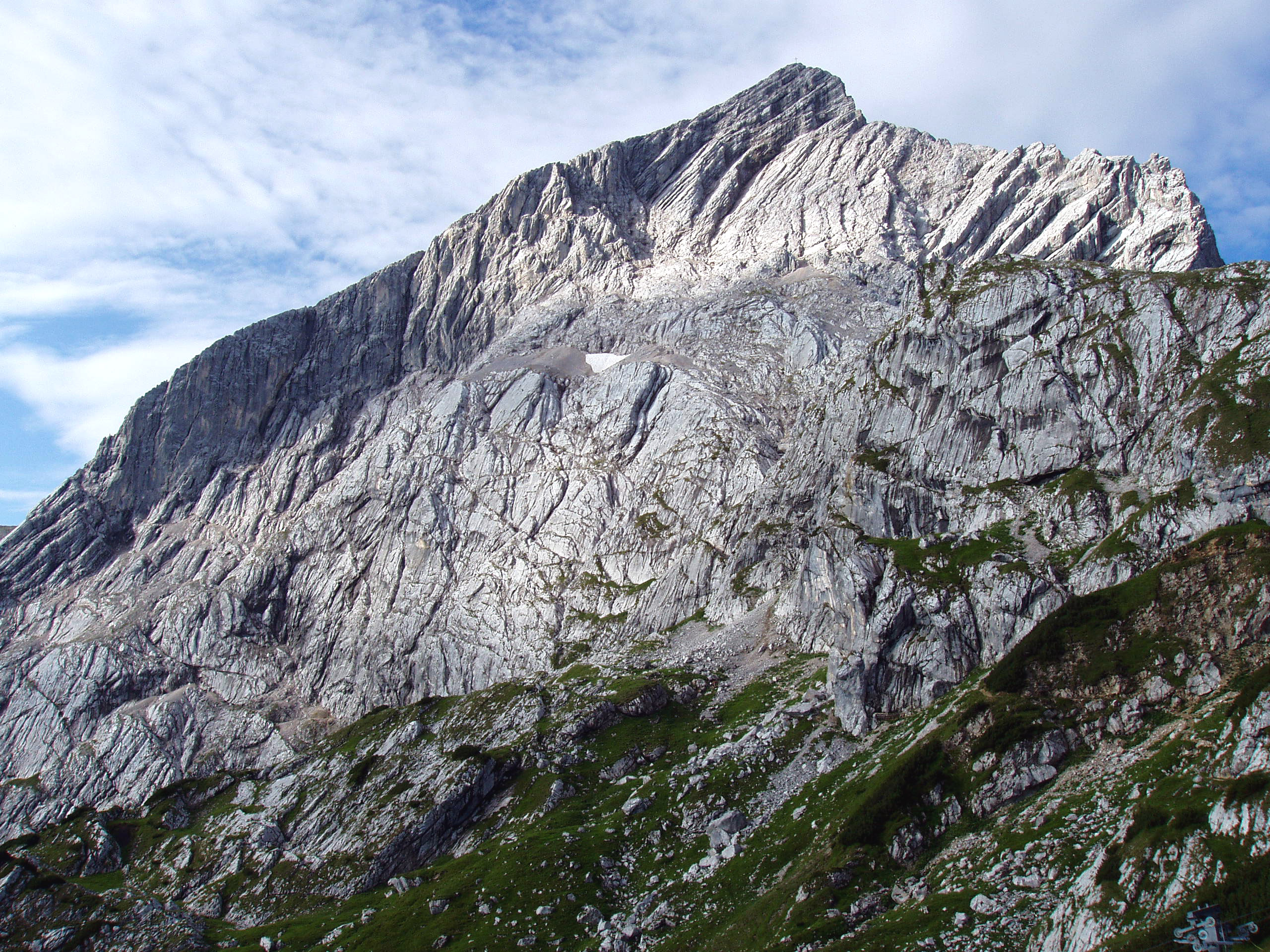
Альпшпитце
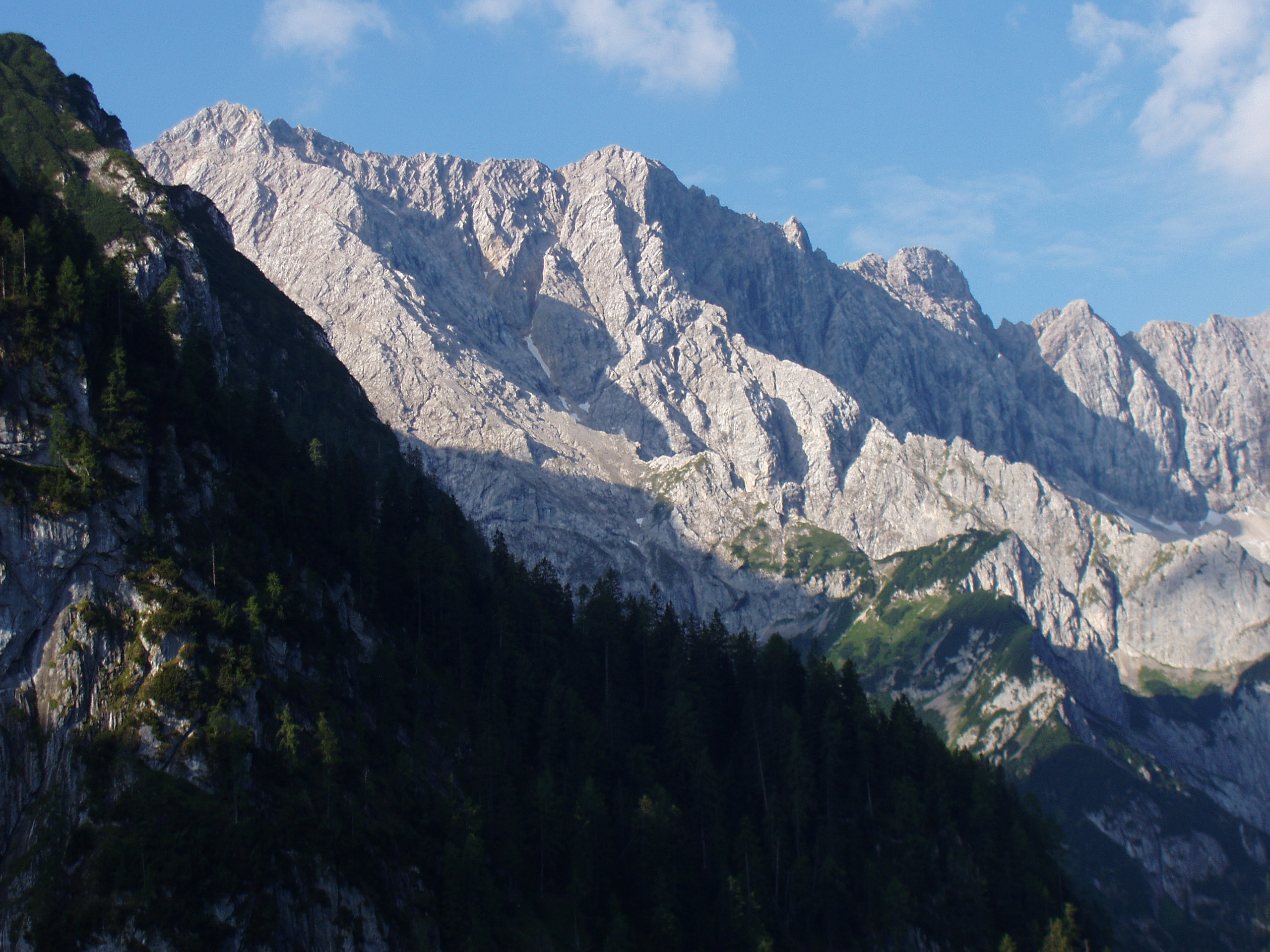
Хёллентальшпитце